# Los celos hacen estrellas
Los celos hacen estrellas o el amor hace prodigios es la zarzuela más antigua conocida cuya música se conserva casi completa. Escrita por Juan Vélez de Guevara y con música de Juan Hidalgo. Esta zarzuela es importante no tanto por su calidad literaria si no por los valiosos datos que proporcionó acerca de la comedia palaciega del reinado de Carlos II y por los dibujos que permiten conocer la puesta en escena del estreno. 

## Historia
Fue estrenada el 22 de diciembre de 1672 para festejar el cumpleaños de la Reina Mariana de Austria en el antiguo Alcázar de Madrid en
Austrias se prefirió la zarzuela a la ópera italiana. Por otro lado el matrimonio entre Leopoldo I de Austria y María Margarita de España favoreció los lazos culturales hispanos-austriacos. Leopoldo I mandaba a ver comedias y zarzuelas españolas y enviaba a España obras representadas en Viena.
No se sabía de la existencia de este manuscrito y de los cinco dibujos acuarelas (de Francisco Herrera el Mozo) hasta que fueron citados en el catálogo bibliográfico del profesor Walter C. Kraft. La obra fue editada por Varey y Shergold pero antes de hacerlo escribieron una carta a Viena, al DR. Franz Unterkircher, solicitando un microfilm del manuscrito original. Sin embargo, en general, el estudio de obras españolas se ha visto mermado por el incendio del Alcázar en 1734.

## Estilo
El tema no es original, de hecho esta obra se la conoce más por su calidad musical que por su calidad literaria. La zarzuela se caracteriza por contener epítetos obvios, metáforas comunes, una constante dicotomía de los elementos (luz- sombra; día-noche) lo que conlleva a una simplificación de las situaciones, y abundan los apartes en los diálogos. Guevara utiliza un lenguaje frívolo con un cierto aire de ironía siguiendo así los parámetros de la mitología burlesca y convirtiendo a los dioses en figuras cómicas.

## Argumento
Está basado en las metamorfosis de Ovidio, pero traducido al español, y la zarzuela trata de los celos de Juno con Júpiter ya que este pretende los amores de la ninfa Isis. Júpiter en un encuentro con la ninfa la transforma en vaca para protegerla de su Juno. Juno le pide la vaca a Júpiter y la pone bajo la estricta vigilancia de Argos. Mercurio logra dormir a Argos contándole la historia de Siringa y el dios Pan, lo mata y libera a Isis todavía bajo la forma de vaca. Sin embargo Momo los traiciona ante Juno y este es embestido por Isis y ultrajado por los pastores. Finalmente Júpiter le promete a Juno que no volverá a traicionarla y devuelve a la apariencia humana a Isis y proclamándola diosa de Egipto.

## Estructura
Está dividida en dos jornadas y Guevara hace un contraste entre espacios que aluden a la realidad (el jardín del palacio, la sierra de Guadarrama…) y otros que pertenecen al plano de la fantasía (campos y bosques). La obra consta de bailes, loa, entremeses y coro. En los que se refiere a los tipos de estrofa destaca el uso que hace de las coplas,  los romances, las silvas, las seguidillas, el estrambote... Empieza con una loa, gracias a la cual son introducidos los actores pero disfrazados de figuras alegóricas, comentando acerca de lo frío que es el mes de diciembre. En la loa, se hace una alabanza a la reina y a su hijo el futuro rey Carlos II.
I JORNADA: Entra el coro comentando acerca de las fiestas de las bacanales pero este momento está contrastado por la furia de Juno ya que Júpiter le ha sido infiel una vez más. De la casa de Marte salen figuras alegóricas (Temor, Ira…) y vuelven a interrumpir la escena pero esta vez es Momo que ha sido expulsado por Júpiter a causa de una ofensa. Juno ve en él la oportunidad de espiar a su marido de manera más eficaz; Momo no la ayuda sino que le da un discurso acerca de lo peligroso que pueden resultar los celos. Júpiter está enamorado de la ninfa Isis (Hila de Inaco, rey de Argos) pero esta lo rechaza a él y a los dos pretendientes humanos: Glauco y Licio. 
A continuación entran en escena Glauco y Licio peleándose por el amor de Isis mientras que un coro de ninfas le ofrecen una corona Isis que será rota en dos mitades, anticipando así el terrible suceso que tendrá lugar poco después. Se quedan en escena Isis y Júpiter y este le declara su amor. Pero ante la llegada de Juno este convierte a Isis en una vaca que quedará bajo el cuidado de Argos por orden de Hera. 
Tras esta primera jornada viene un entremés en donde se hace una comedia dentro de otra comedia. Un alcalde manda a unos actores que amenicen sus bodas y estos representan La renegada de Vallecas (es una comedia de honor).
II JORNADA: Mercurio de disfraza de pastor y se acerca a Argos con la excusa de que ha perdido una cabra. Mercurio le cuenta la leyenda de Siringa y el dios Pan; gracias a eso logra adormecer y matar a Argos.  Juno acusa a Mercurio de traición mientras que Júpiter se enfada con Momo por su traición. Finalmente Júpiter le promete a Juno que no volverá con la ninfa, y a esta la convierte en ninfa otra vez y la proclama la diosa de Egipto. A continuación viene una mojiganga.

## Actores y actrices
- Bernarda Manuela (en la loa del inicio representa la Ocasión)
- Manuela de Escamilla (loa: curiosidad).
- Antonio de escamillas (loa: regocijo)
- Alonso de Olmedo (loa: deseo).
- Manuela de Borja (loa: cortesía)
- Francisca Pérez (loa: la alabanza)
- Jerónimo de Heredia (loa: el cuidado)

## La música
La música fue compuesta por el célebre compositor Juan Hidalgo. Fue Felipe Pedrell el que publicó por primera vez algunos fragmentos de música de esta zarzuela. Pedrell afirma que las encontró en el legado de tonadillas de Hidalgo (aunque no todas pertenecen a este autor) y en tres libros manuscritos que habían pertenecido a Barbieri. El primer investigador que confrontó letra y música fue J.B Trend. 
El total de música compuesta es poca, ya que supone sólo un 20% del total y no llegaba a media hora reuniéndola toda. Se trata de monodia con acompañamiento instrumental.
La música de Hidalgo es una síntesis de las tendencias españolas y la ópera italiana. Hidalgo utiliza la hemiola (característico de la música española), ritmos sincopados que se asemejan a los pasos de danzas y tiende a utilizar el ritmo recitativo; el estribillo tiene forma cíclica en compás ternario y la copla suele estar en cuatro por cuatro (esta estructura tiene su paralela en la ópera con el recitativo y el aria o un arioso); probablemente se inspiró en la forma de villancico. Las melodías son dulces y en tienen un carácter jocoso que se aleja de la corriente petrarquista tan dominante en la época (sólo en tres poemas se puede apreciar la influencia de la corriente petrarquista) Entre las influencias italianas destaca el uso del lamento. Algunos romances tiene forma ABA haciendo referencia a los bailes que iban surgiendo a finales de siglo como eran la zarabanda, la folía y la seguidilla.

## Biografía de Juan Hidalgo
Juan Hidalgo Polanco nació el 28 de septiembre de 1614 y murió 31 de marzo de 1685. Fue un compositor barroco conocido principalmente por sus composiciones de música teatral. Se casó con Francisca Paula de Abaunza y está enterrado en la capilla de Nuestra Señora de los Remedios de San Ginés. 
Ya venía de familia de músicos pero empieza su carrera musical tocando el arpa en la capilla de Felipe IV y en 1633 empieza a trabajar como claviarpista. Es a partir de 1645 cuando comienza su carrera en el teatro de la corte y se convierte en maestro de cámara de Palacio dedicándose a componer tonos humanos a cuatro voces. Estuvo en la Real capilla, en la Real cámara y también trabajó para la corte de Carlos II, círculo en donde siempre fue respetado y admirado. Hidalgo además recibió el encargo de componer para la celebración mensual de las Cuarenta horas en la Capilla Real y será allí donde componga villancicos y tonos a lo divino. Hidalgo ha destacado en la historia de la música por sus colaboraciones con Calderón de la Barca (El laurel de Apolo, Celos aún del aire matan…) y con Francisco de Avellaneda. Fue una figura muy relevante en el desarrollo de la ópera en España.
Su estilo de caracteriza por ser una síntesis de los español (uso de la hemiola, ritmos sincopados…) y de lo italiano (utilización de la aria da capo, coros homofónicos, el lamento..). También destaca por el uso de tonos melancólicos y por caracterizar a cada uno de los personajes por medio de estilos musicales; los personajes de la alta sociedad son los que cantan los recitativos y las arias, los personajes de carácter cómico están caracterizados por medio de la música popular (coplas, estribillos, ritmos de danza). En general su estilo es sencillo y suele componer tonos humanos con acompañamiento instrumental.  Hidalgo llevó todo esto al primer teatro español construido a la manera italiana: el Coliseo del Palacio del Buen Retiro. Aunque es conocido principalmente por su producción teatral, hay que destacar que también tiene composiciones en latín y en lengua vulgar (villancicos, tonos…).
Las obras de Hidalgo, gran parte, se han perdido debido al incendio del Alcázar de Madrid en 1734.

## Biografía de Juan Vélez de Guevara
Juan Crisóstomo Vélez de Guevara nació en Madrid en 1611 (bautizado en la iglesia de San Andrés) y murió en el año 1675 (enterrado en la parroquia de Santa María). Fue un dramaturgo barroco. Es hijo de Luis Vélez de Guevara y Úrsula Bravo de Laguna; ha habido problemas a la hora de clasificar las obras de padre e hijo. Los estudiosos de la biografía de Guevara son: Nicolás Antonio, Álvarez y Baena, Barrera y Coterelo y Mori.
Estudió jurisprudencia, trabajó en la audiencia de Sevilla y estuvo bajo el servicio del duque de Veragua en Madrid en 1664. Se cree que empezó a escribir en 1637 que es cuando se representó su comedia El diciembre por agosto, Nuestra Señora de las Nieves. Se casó con doña Úrsula Antonia de Velasco y tuvo un hijo llamado Manuel José. Participó en el certamen de Nuestra Señora de la Soledad. Colaboró con distintos escritores como fue en el caso de Amor vencido de amor, escrita por Zabaleta y Huerta. Aunque escribió obras en el género burlesco, destaca por: Endimión y la luna y Los celos hacen estrellas. Guevara destaca asimismo por sus entremeses: La melindrosa, El bodegón, Los holgones, El pícaro bobo, El sastre y La autora de comedias (Los celos hacen estrella)…además destacó en la composición de ballets teatrales. 